# Герберт Шрайн
Герберт Шрайн (Herbert Schrein; 30 травня 1917, Кіль — 13 лютого 2003) — німецький офіцер-підводник, капітан-лейтенант крігсмаріне.

## Біографія
3 квітня 1937 року вступив на флот. З листопада 1939 року — вахтовий офіцер на артилерійському навчальному кораблі «Бруммер». З квітня 1940 року — командир корабля флотилії оборони порту Гортена. З травня 1940 року — ад'ютант при морському коменданті південної частини Крістіансанна. З травня 1941 року — вахтовий офіцер на торпедному катері T13. З жовтня 1941 року — торпедний офіцер на допоміжному крейсері «Тор». В грудні 1942 року переданий в розпорядження гарматного полку «Японія». З червня 1943 року — вахтовий офіцер на допоміжному кораблі «Богота», з липня 1943 року — на танкері-заправнику «Баке». З вересня 1943 року — 1-й вахтовий офіцер на підводному човні UIT-25, з 1 вересня 1944 по лютий 1945 року пройшов виконував обов'язки командира човна. З лютого 1945 року — вахтовий офіцер на U-183, з квітня — на U-219, одночасно проходив командирську практику на обох човнах. В травні 1945 року взятий в полон. 15 квітня 1947 року звільнений.

## Звання
- Кандидат в офіцери (3 квітня 1937)
- Морський кадет (21 вересня 1937)
- Фенріх-цур-зее (1 травня 1938)
- Оберфенріх-цур-зее (1 липня 1939)
- Лейтенант-цур-зее (1 листопада 1939)
- Оберлейтенант-цур-зее (1 вересня 1941)
- Капітан-лейтенант (1 жовтня 1944)

## Нагороди
- Залізний хрест
  - 2-го класу (1940)
  - 1-го класу (6 січня 1943)
- Нагрудний знак допоміжних крейсерів (6 січня 1943)